# الیکا، بخش لعان
الیکا، بخش لعان (به لاتین: Allika, Lääne County) یک روستا در استونی است که در شهرستان لنه واقع شده‌است.